# Kota Karang (Kumpeh Ulu)
Kota Karang is een bestuurslaag in het regentschap Muaro Jambi van de provincie Jambi, Indonesië. Kota Karang telt 3212 inwoners (volkstelling 2010).